# ماشین دوار

یک نمونه ماشین دوار

ماشین‌های دوار به ماشین‌هایی گفته می‌شود که عملکرد اصلی آن‌ها از طریق حرکت چرخشی انجام می‌شود؛ به‌ویژه ماشین‌هایی که اجزای اصلی در آن‌ها با سرعت بالا می‌چرخند. ماشین‌های دوار متنوع هستند و شامل توربین‌های بخار، توربین‌های گاز، کمپرسورهای گریز از مرکز، ژنراتورها، پمپ‌ها، توربین‌های آبی، فن‌ها و موتورهای الکتریکی می‌شوند.
اجزای اصلی این ماشین‌ها شامل روتورها، سیستم‌های بلبرینگ، استاتورها و پوشش‌های واحد و همچنین کوپلینگ‌ها است.
سرعت چرخش این ماشین‌ها می‌تواند از چند ده تا چند صد هزار دور در دقیقه باشد. چند نمونه از ماشین آلات دوار معمولی در زیر توضیح داده شده است.

## توربین

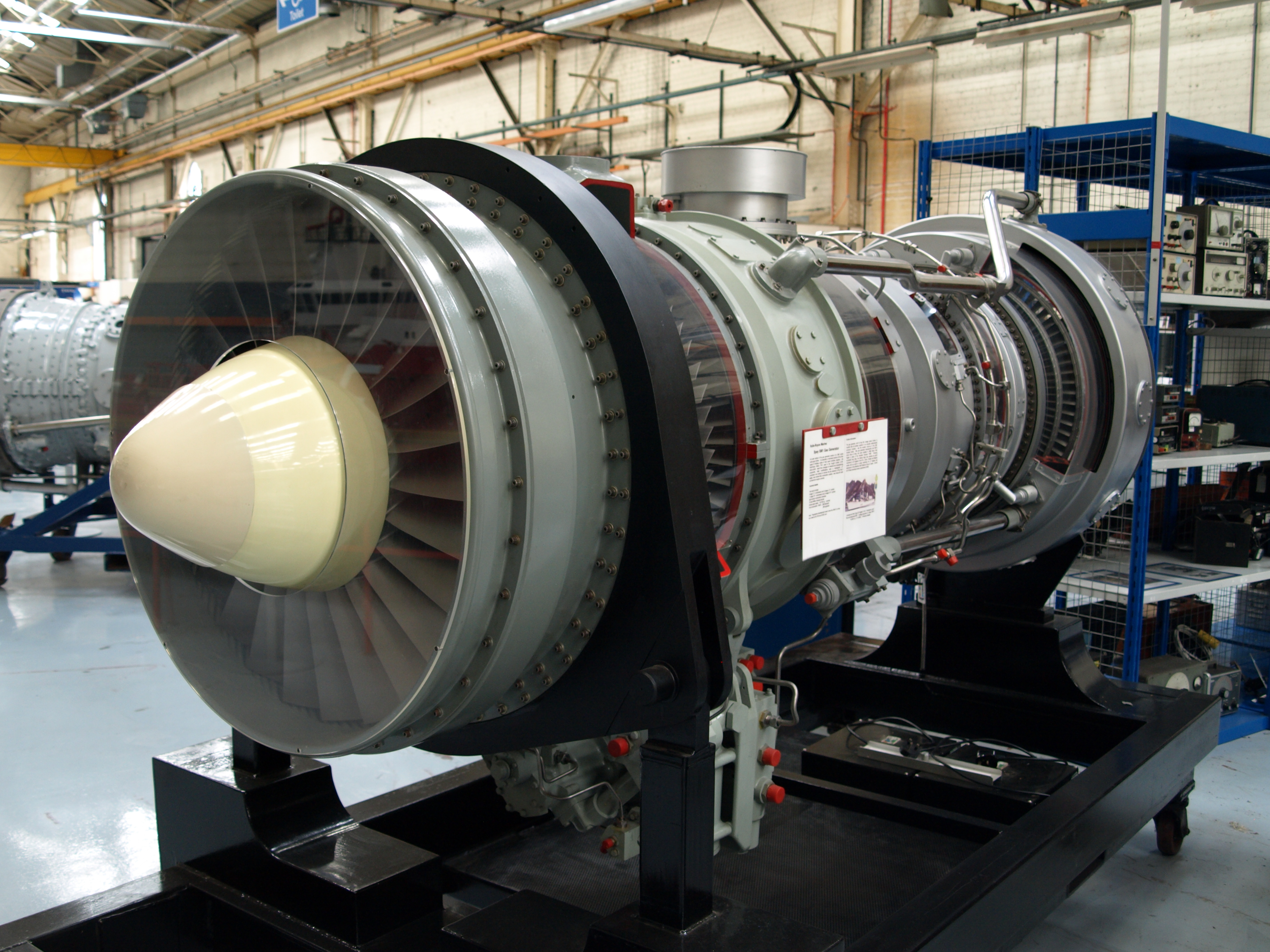
یک نمونه توربین گازی رولز رویس که به عنوان پیشرانه کشتی استفاده می‌شود.

توربین یک ماشین تولید قدرت دوار است که انرژی گاز یا بخار را به کار مکانیکی تبدیل می‌کند که به عنوان روتور بخار نیز شناخته می‌شود. این در درجه اول به عنوان یک مولد نیروی اصلی برای تولید انرژی الکتریکی استفاده می‌شود، اما همچنین می‌تواند به‌طور مستقیم پمپ‌ها، فن‌ها، کمپرسورها و پروانه‌های کشتی را هدایت کند. علاوه بر این، بخار خروجی از اگزوز توربین یا از مراحل میانی یک توربین بخار می‌تواند برای تأمین نیازهای گرمایشی استفاده شود.

## کمپرسور گریز از مرکز

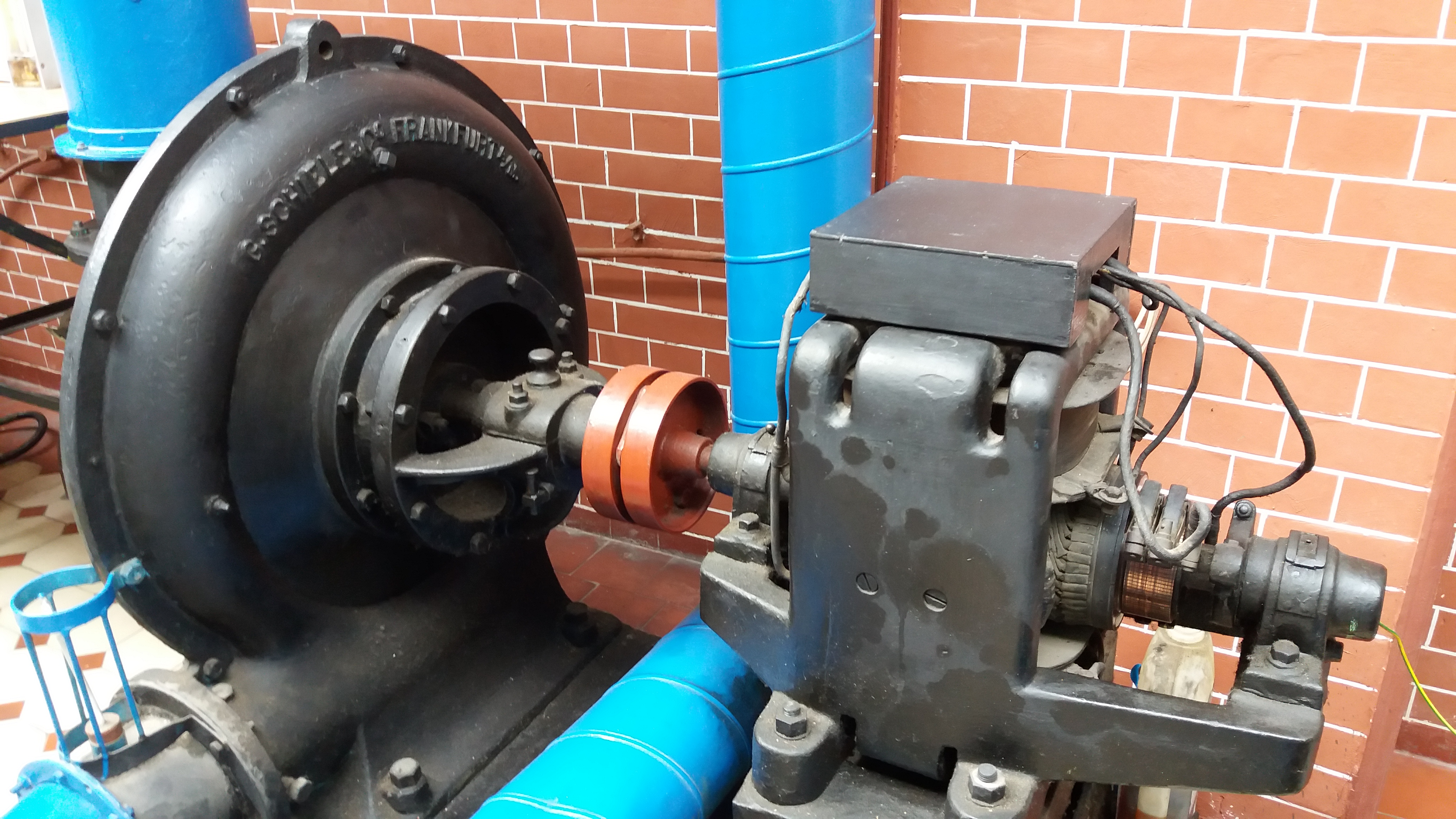
یک کمپرسور گریز از مرکز

یک کمپرسور گریز از مرکز با انتقال انرژی به گاز از طریق روتور کار می‌کند و در نتیجه فشار آن را افزایش می‌دهد. کمپرسور می‌تواند شامل یک مرحله یا چند مرحله باشد. این نوع کمپرسور در دسته کمپرسورهای پره دوار قرار می‌گیرد که به کمپرسورهای توربو نیز معروف هستند. در داخل کمپرسور گریز از مرکز، چرخش پرسرعت روتور نیروی گریز از مرکز بر روی گاز اعمال می‌کند و انبساط در کانال دیفیوزر فشار گاز را بیشتر می‌کند.

## ژنراتور الکتریکی

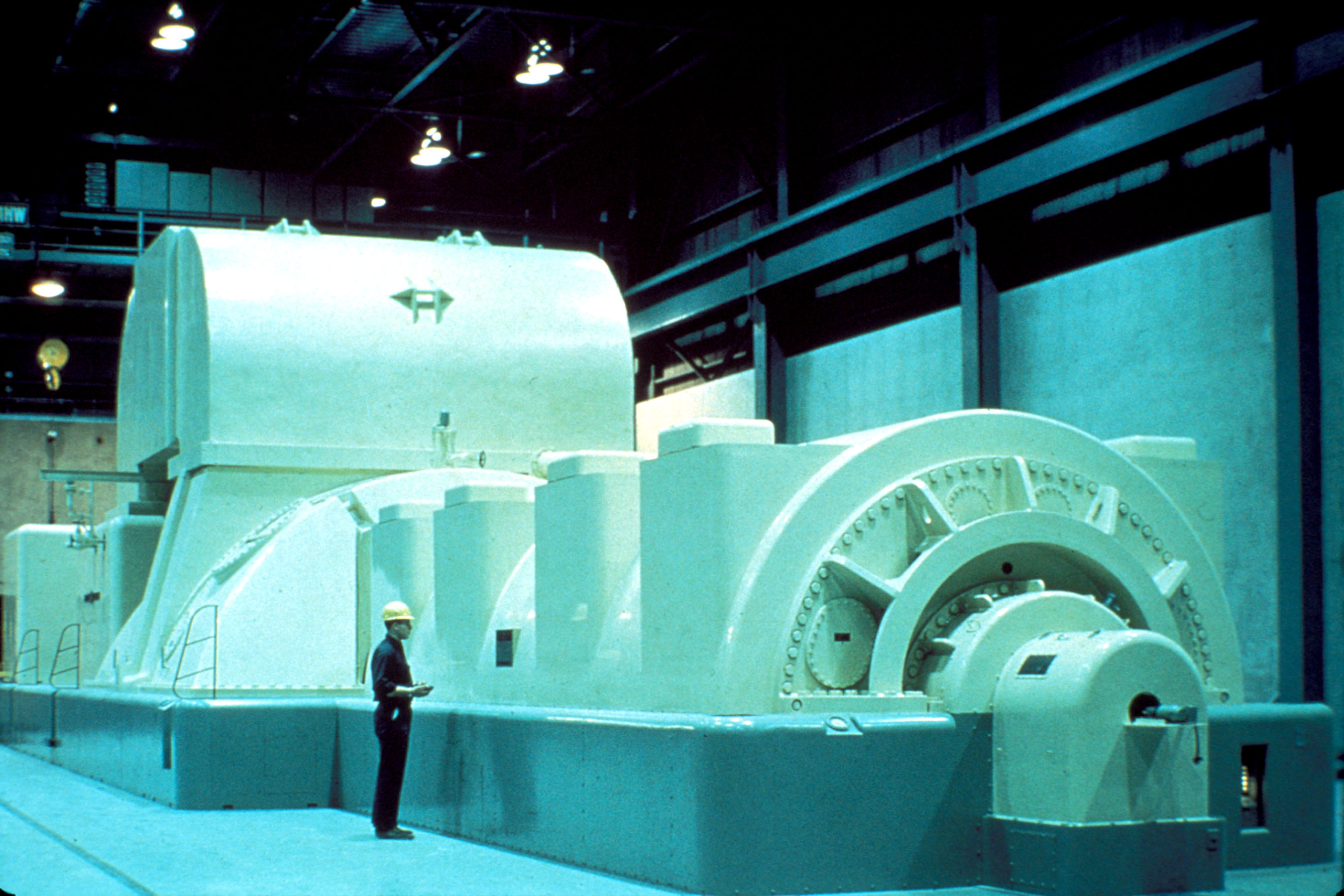
یک ژنراتور الکتریکی همراه توربین بخار

ژنراتور الکتریکی وسیله ای مکانیکی است که اشکال مختلف انرژی را به انرژی الکتریکی تبدیل می‌کند. این سیستم که در انقلاب صنعتی دوم به وجود آمد، اولین بار توسط مهندس آلمانی زیمنس در سال ۱۸۶۶ توسعه یافت. ژنراتورها با استفاده از توربین‌های آبی، توربین‌های بخار، موتورهای دیزلی یا سایر دستگاه‌های مکانیکی انرژی تولید شده از جریان آب، جریان هوا، احتراق سوخت یا شکافت هسته ای را به انرژی مکانیکی تبدیل می‌کنند. سپس این انرژی مکانیکی توسط ژنراتور به انرژی الکتریکی تبدیل می‌شود. ژنراتورها کاربردهای گسترده‌ای در تولیدات صنعتی و کشاورزی، دفاعی، فناوری و زندگی روزمره دارند.

## پمپ سیالات

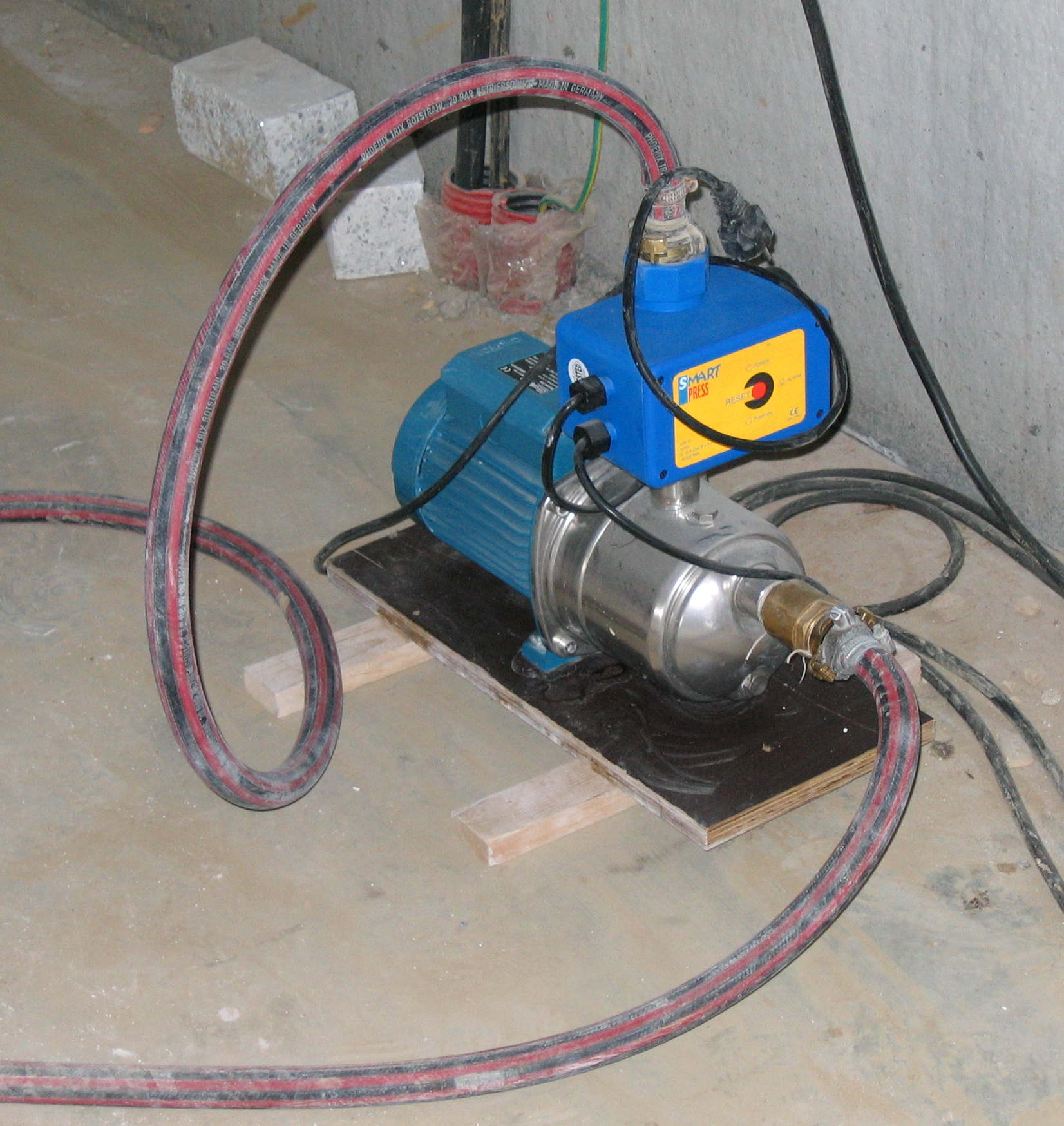
یک پمپ ساده آب

پمپ یک دستگاه مکانیکی است که برای انتقال یا فشار دادن سیالات طراحی شده است. انرژی مکانیکی محرک اصلی یا دیگر منابع انرژی خارجی را به مایع منتقل می‌کند و انرژی آن را افزایش می‌دهد. در درجه اول برای انتقال مایعات مختلف از جمله آب، روغن، محلول‌های اسید-باز، امولسیون‌ها، سوسپانسیون‌ها و فلزات مایع استفاده می‌شود. پمپ همچنین می‌تواند مخلوطی از مایعات و گازها و همچنین مایعات حاوی جامدات معلق را مدیریت کند.

## فن

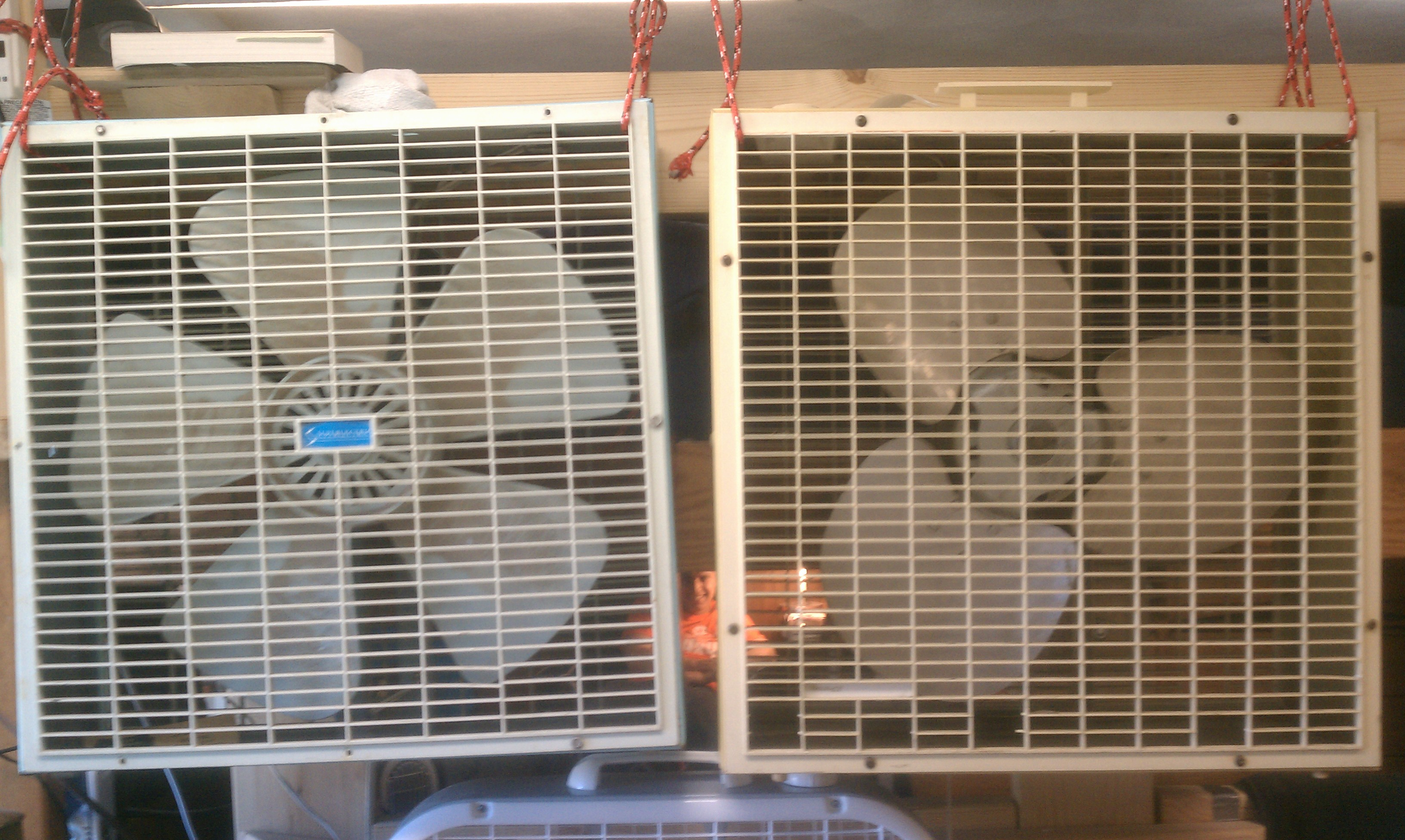
یک نمونه فن

فن وسیله ای مکانیکی است که برای افزایش فشار گاز یا خروج گاز به کار رفته و به ورودی انرژی مکانیکی متکی است. فن‌ها به‌طور گسترده برای تهویه، استخراج گرد و غبار و خنک‌کننده در کارخانه‌ها، معادن، تونل‌ها، برج‌های خنک‌کننده، وسایل نقلیه، کشتی‌ها و ساختمان‌ها استفاده می‌شوند. آنها همچنین برای تهویه و پیش نویس هوا در دیگهای بخار و کوره‌های صنعتی، برای خنک کردن و تهویه در دستگاه‌های تهویه مطبوع و لوازم خانگی، برای خشک کردن و انتخاب دانه، و همچنین برای جریان هوای تونل باد و باد کردن و رانش هاورکرافت استفاده می‌شوند.

## موتور الکتریکی

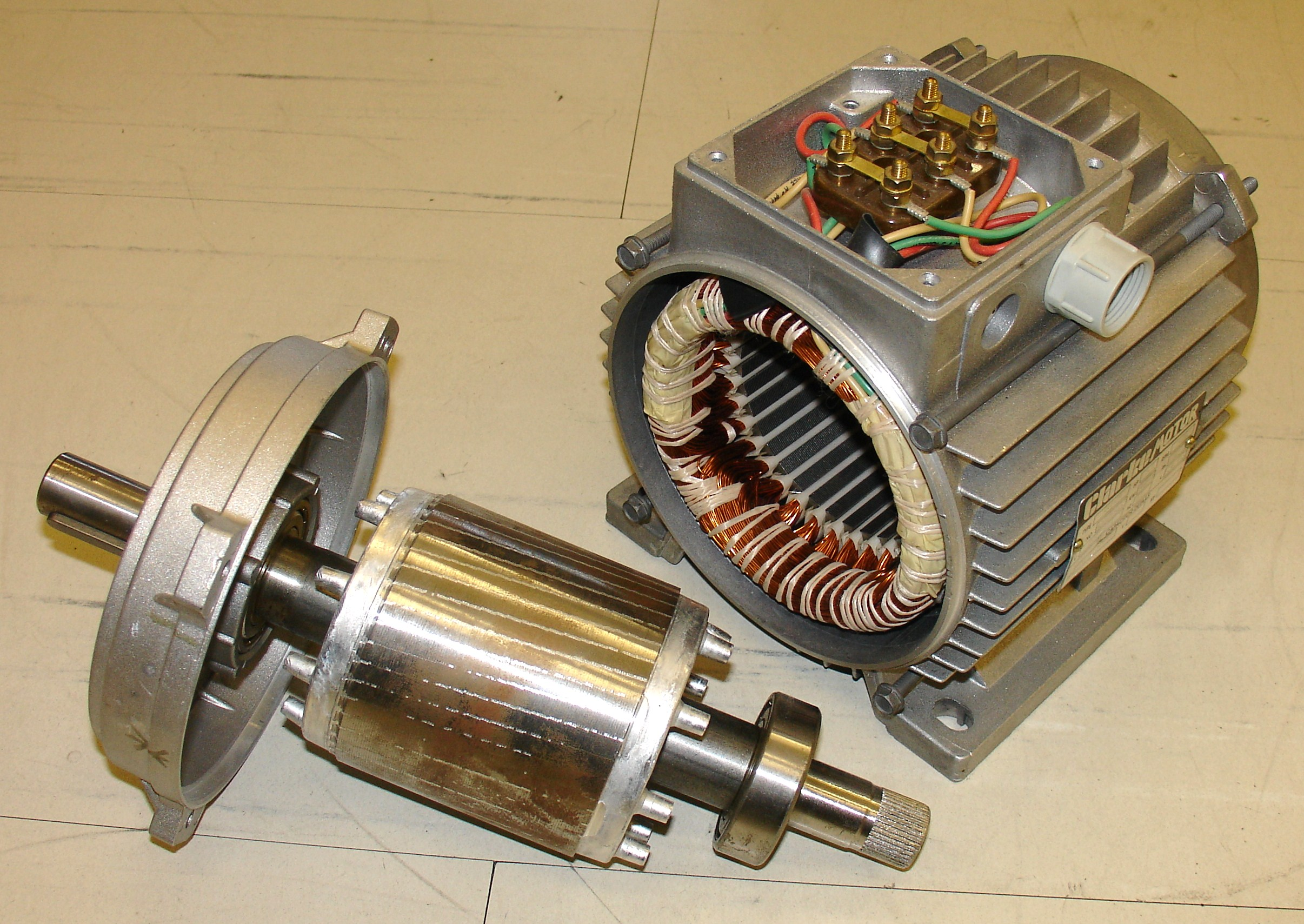
یک نمونه موتور الکتریکی همراه استاتور (راست) و روتور (چپ)

موتور الکتریکی وسیله ای است که انرژی الکتریکی را به انرژی مکانیکی تبدیل می‌کند. این وسیله بر اساس پدیده چرخش یک سیم پیچ برقی تحت نیروی میدان مغناطیسی طراحی شده است. بسته به منبع تغذیه مورد استفاده، موتورها به دو دسته موتورهای جریان مستقیم و موتورهای جریان متناوب تقسیم می‌شوند. اکثر موتورها در سیستم‌های قدرت موتورهای جریان متناوب هستند که می‌توانند همزمان یا ناهمزمان باشند. موتور الکتریکی در درجه اول از یک استاتور و یک روتور تشکیل شده است. جهت نیروی وارد شده به سیم برق دار در میدان مغناطیسی با جهت جریان و خطوط میدان مغناطیسی مرتبط است. اصل کار یک موتور الکتریکی نیرویی است که میدان مغناطیسی بر جریان وارد می‌کند و باعث چرخش موتور می‌شود.